# Kay Tagal Kang Hinintay
Kay Tagal Kang Hinintay é uma telenovela filipina produzida e exibida pela ABS-CBN, cuja transmissão ocorreu em 2002. Na Uganda, foi transmitida pelo Bukedde TV 1 de 2009 a 2010.

## Elenco
- Lorna Tolentino - Lorrea Guinto
- John Lloyd Cruz - Yuri Orbida
- Rica Peralejo - Helaena Argos
- John Estrada - Boris Arcangel
- Edu Manzano - Henri Argos
- Jean Garcia - Lady Morgana Frost Arcangel
- Bea Alonzo - Katrina Argos
- Ronnie Lazaro - Mirdo Orbida
- Johnny Delgado - Dimitri Mijares
- Bing Loyzaga - Brigitta
- Shaina Magdayao - Guinivere "Gwenn" Martinez
- Alwyn Uytingco - Nikolai "Nikos" Argos
- Joshua Dionisio - Andrei Argos
- Ricky Davao - Francis Ventaspejo